# Spiritaner
Die Missionsgesellschaft vom Heiligen Geist unter dem Schutz des Unbefleckten Herzens Mariens (kurz Spiritaner, lat.: Congregatio Sancti Spiritus, Ordenskürzel: CSSp) ist eine römisch-katholische Ordensgemeinschaft.

## Geschichte
Der Männerorden besteht seit dem 27. Mai 1703. Das Seminar vom Heiligen Geist wurde 1703 von Claude Poullart des Places gegründet und widmete sich in der Folgezeit der Seelsorge unter den Pflanzern und Sklaven der französischen Kolonien. Daneben sollten sie sich vor allem im Mutterland für die Erziehung junger Menschen einsetzen und sich der Armen annehmen. Der vom jüdischen Glauben zum Katholizismus konvertierte François Libermann aus Saverne im Elsass gründete 1841 die Kongregation vom Unbefleckten Herzen Mariens. Beide Vereinigungen sind seit 1848 auf Anordnung Roms als Missionsgesellschaft vom Heiligen Geist weltweit tätig.
Die Spiritaner missionierten seit der Mitte des 19. Jahrhunderts unter anderem in Angola. Wie auch in anderen Missionsorten sammelten die Spiritaner vor Ort ethnografische Objekte, die sie nach Europa schickten. Die Missionssammlung der Spiritaner ist seit 2018 im Musée spiritain des arts africains im südfranzösischen Allex zu besichtigen.
Die Spiritaner spielten in Deutsch-Ostafrika während der deutschen Kolonialherrschaft eine nennenswerte Rolle.

## Orden
2012 hatte die Kongregation 2.993 Mitglieder (29 Bischöfe, 2.192 Priester, 209 Laienbrüder und 563 Professen mit zeitlichen Gelübden). Von den Ordensmitgliedern stammen 1.666 aus Europa, 1.058 aus Afrika oder der Region des Indischen Ozeans, 160 aus Nordamerika, 113 aus Lateinamerika, 7 aus Asien und 3 aus Ozeanien. Außerdem gehören der Kongregation 75 assoziierte Laien aus verschiedenen Ländern an. Von den 565 Auszubildenden stammen über 500 aus Ländern der südlichen Halbkugel.
Derzeit sind die Spiritaner in 61 Ländern auf allen fünf Kontinenten tätig. Zukünftig will man verschiedene Prioritäten umsetzen:
Erstevangelisierung und Entwicklung in Ländern, in denen Bürgerkriege herrschen; pastorale und humanitäre Unterstützung von Flüchtlingen, Fremdarbeitern und ausgegrenzten Jugendlichen; Dialog mit dem Islam und den anderen Religionen; eine den heutigen Erfordernissen der Mission entsprechende Ausbildung; pastorale Tätigkeit und Förderung der assoziierten Laien.
Der Sitz des Generalrates befindet sich in der Clivo di Cinna 195 in Rom. Der deutsche Hauptsitz befindet sich im Kloster Knechtsteden westlich von Dormagen. Spiritaner-Gemeinschaften gibt es in Würselen-Broich, Rostock, Speyer und Stuttgart sowie in Podvinje/Kroatien.

## Sexueller Missbrauch
Der Provinzobere der Ordensprovinz in Irland, Martin Kelly, teilte im November 2022 in einer im irischen staatlichen TV-Sender RTÉ ausgestrahlten Dokumentation mit, dass 233 ehemalige Schüler 77 Patres an Ordensschulen der Spiritaner vorwerfen, sie als Jungen sexuell missbraucht zu haben; der Orden habe den Betroffenen seit 2004 insgesamt 5 Millionen Euro an Entschädigung gezahlt. Nach der Sendung erhöhte sich innerhalb einer Woche die Zahl der hervorgetretenen Missbrauchsopfer um weitere mehr als 60 ehemalige Schüler. Der irische Regierungschef kündigte eine staatliche Untersuchung der Vorwürfe auf opferorientierter Basis (“a victim-led process”) an.

## Generalsuperiore
- Claude Poullart des Places (1703 – 2. Oktober 1709)
- Jacques Garnier (1709–1710)
- Louis Bouic (1710–1763)
- Julien-François Becquet (1763–1788)
- Jean-Marie Duflos (28. Oktober 1788 – 28. Februar 1805)
- Jacques Bertout (1805–1832)
- Amable Fourdinier (25. Dezember 1832 – 1845)
- Nicolas Warnet (1845–1845)
- Alexandre Leguay (1845 – 29. Februar 1848)
- Alexandre-Hippolyte-Xavier Monnet (1848–1848)
- François Libermann (3. November 1848 – 2. Februar 1852)
- Ignace Schwindenhammer (2. Februar 1853 – 1881)
- Frédéric Le Vavasseur (27. August 1881 – 1882)
- Ambroise Emonet (26. August 1882 – 17. Oktober 1895)
- Alexandre-Louis-Victor-Aimé Le Roy (1896–1926)
- Louis Le Hunsec (1926–1950)
- Francis Griffin (1950–1962)
- Marcel-François Lefebvre (1962–1968)
- Joseph Lécuyer (9. September 1968 – 1972)
- Frans Timmermans (1972–1986)
- Pierre Haas (1986–1992)
- Pierre Schouver (8. September 1992 – 2004)
- Jean-Paul Hoch (2004–2012)
- John Fogarty (2012–2021)
- Alain Mayama (seit 2021)

## Bekannte Ordensmitglieder
Bekannte Spiritaner sind bzw. waren Pater Maria Joseph Weber (1887–1949), der Erzbischof von Dublin, John Charles McQuaid (1895–1973), der Initiator der Sternsinger-Aktion Paul Koppelberg (1912–1981), der Erzbischof und spätere Gründer der Priesterbruderschaft St. Pius X. Marcel Lefebvre (1905–1991), der irische Bischof John O’Riordan (1924–2016), die Kardinäle Maurice Piat (* 1941) und Dieudonné Nzapalainga (* 1967) sowie der nigerianische Bischof Godfrey Mary Paul Okoye (1913–1977).
Daniel Brottier (1876–1936), Generalvikar im damaligen Bistum Dakar, später Leiter des Waisenhauses Apprentis d’Auteuil in Paris, seliggesprochen 1984 (Gedenktag 28. Februar).
Der Spiritanerpater Ernst Lohner (1893–1944) wurde als Blutzeuge aus der Zeit des Nationalsozialismus in das Deutsche Martyrologium des 20. Jahrhunderts aufgenommen.